# Paneth-cel

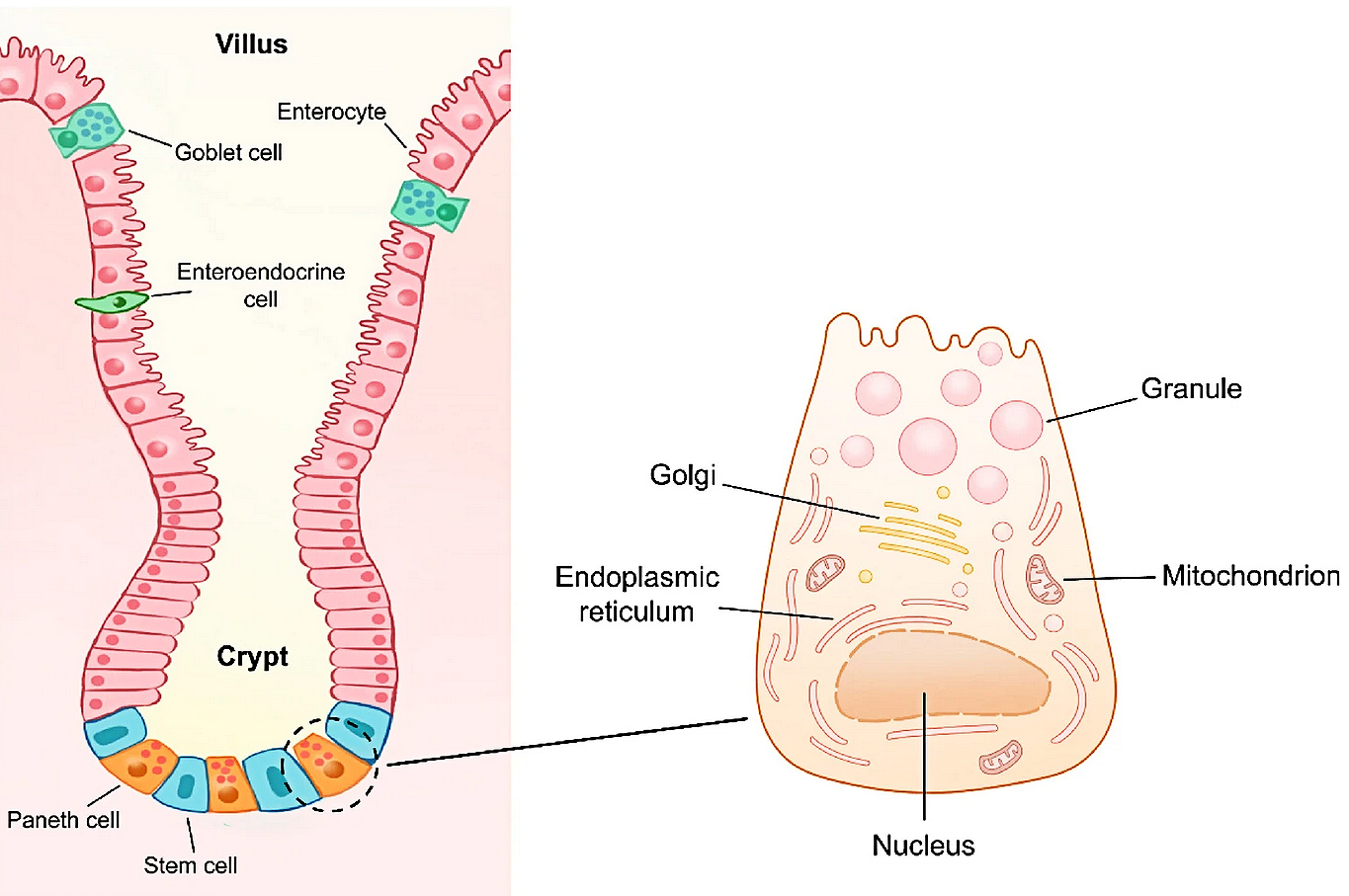
Locatie en structuur paneth-cel

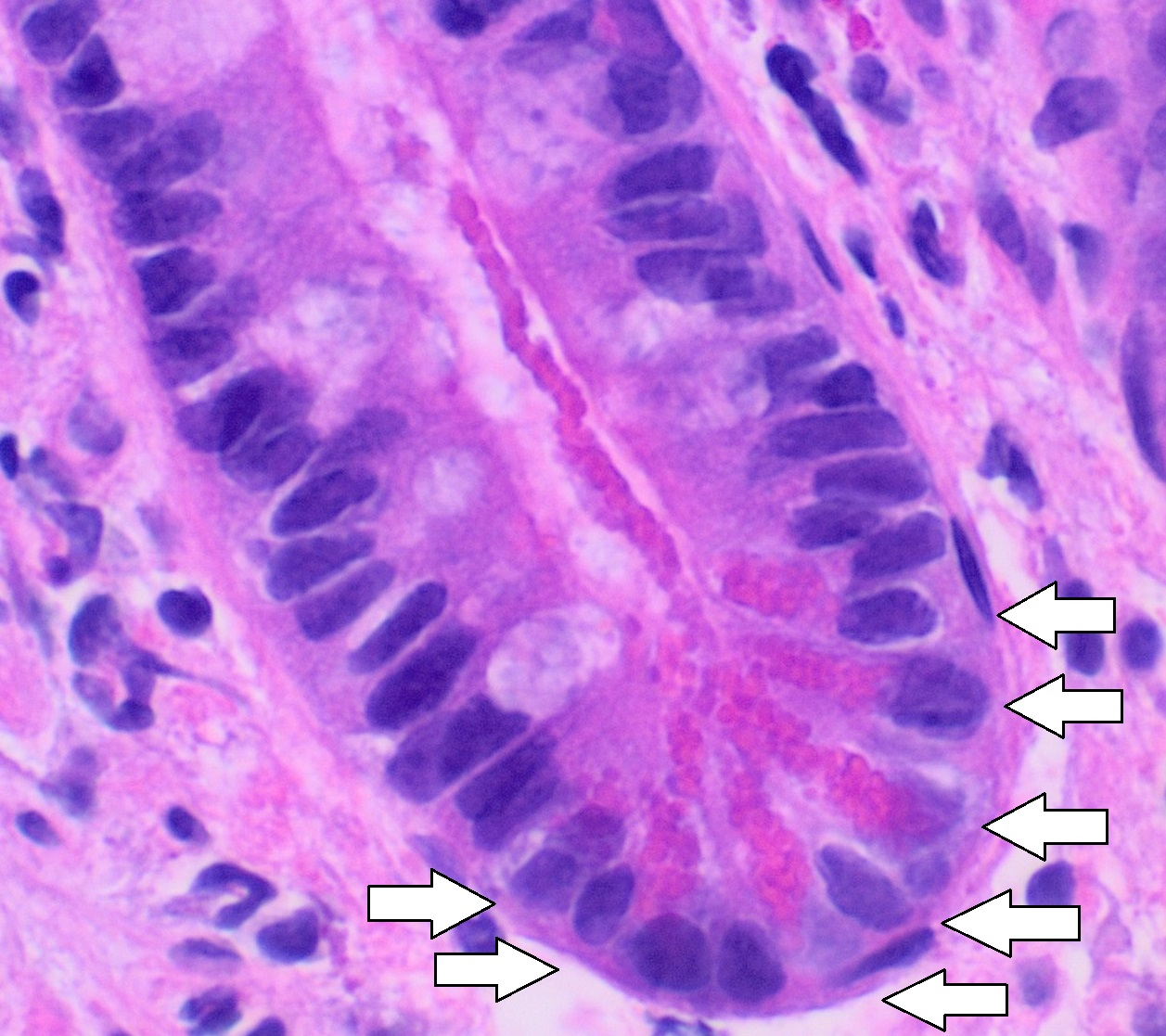
Paneth-cellen

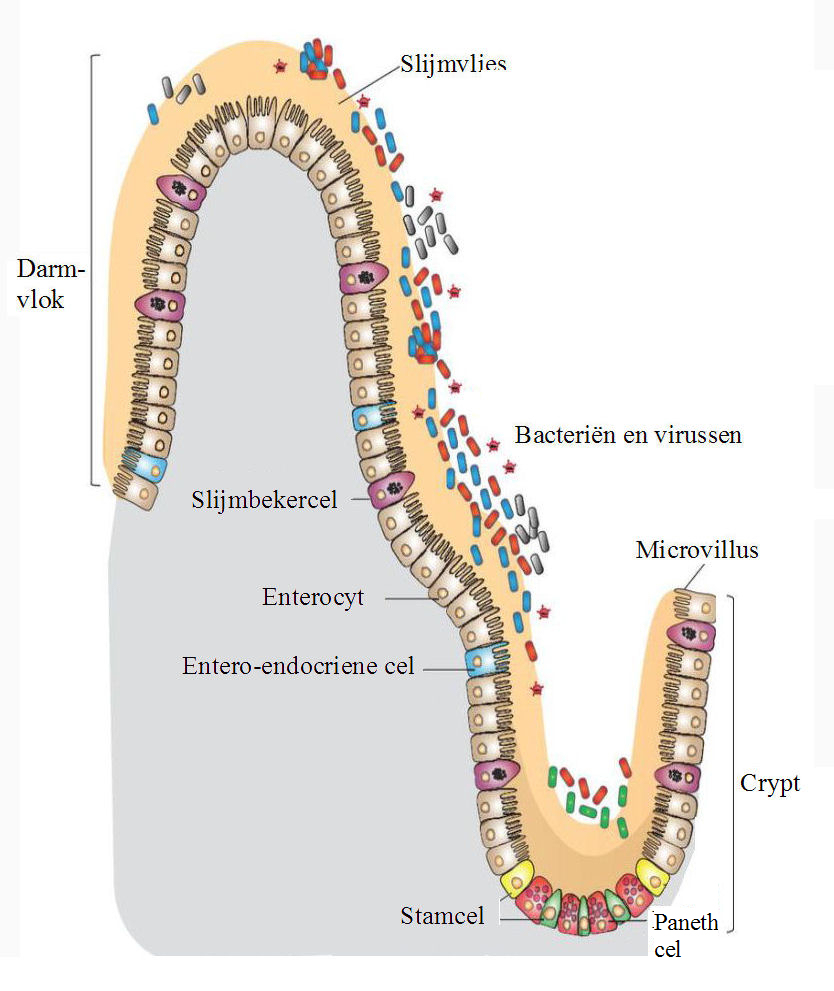
Darmepitheel met soorten darm-epitheelcellen bij de mens.

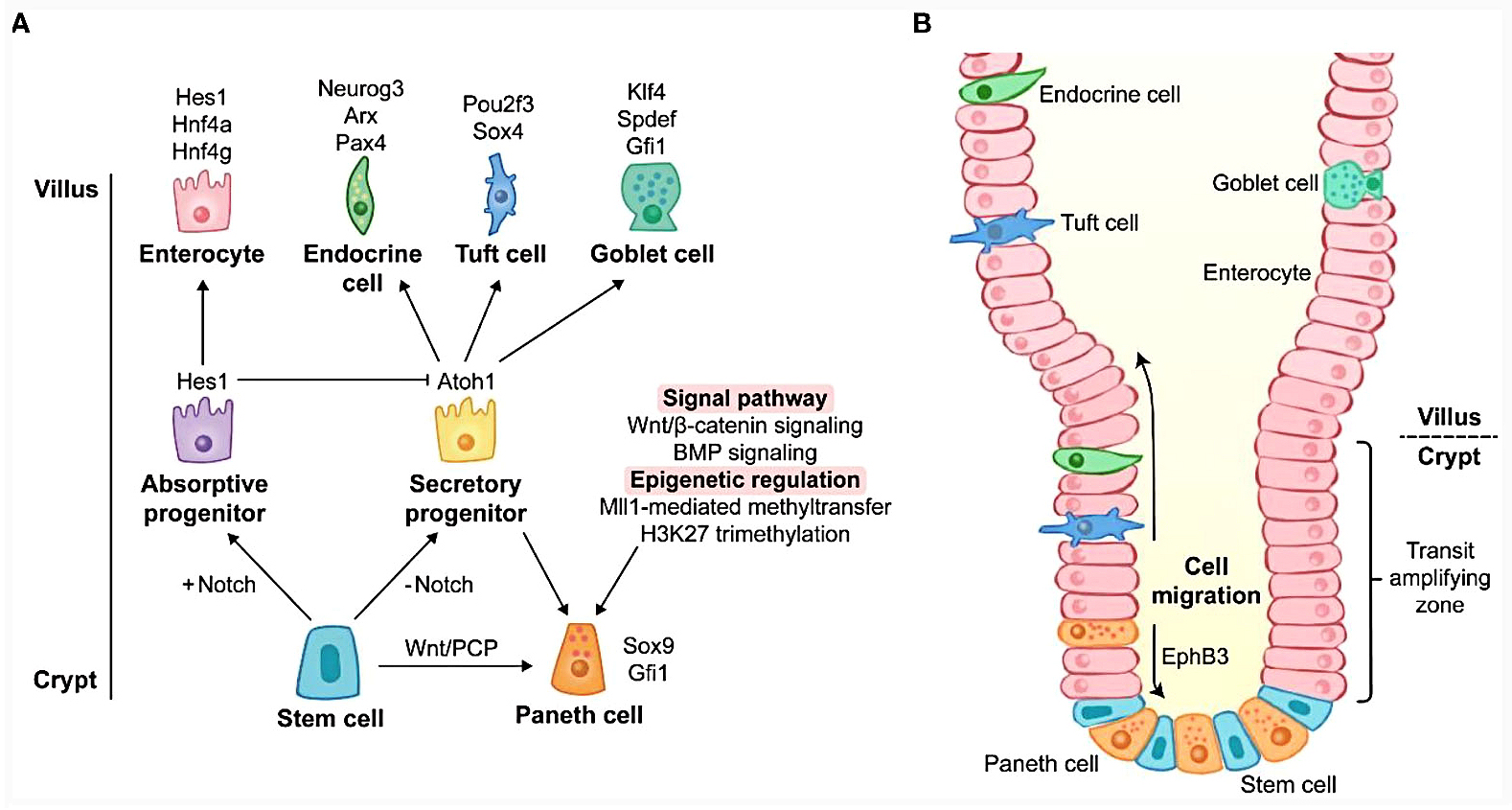
Darmepitheel met herkomst soorten darm-epitheelcellen bij de mens inclusief tuftcellen.

Paneth-cellen zijn merocriene kliercellen die apicaal sterk eosinofiele granula bevatten en voorkomen in het epitheel aan de basis van de crypten van Lieberkühn in de dunne darm, maar ook in de maag en de endeldarm. Ze bevatten zymogeenkorrels aan de apicale pool. Merocriene kliercellen scheiden via exocytose stoffen af die in de kliercel gemaakt worden en waarbij de kliercel heel blijft. De taak van Paneth-cellen is de secretie van lysozymen, peptidasen, lactoferrine en defensinen. Ze zijn daarom onder andere: verantwoordelijk voor de lokale immuunverdediging. Ze zijn vernoemd naar de Oostenrijkse fysioloog Joseph Paneth (1857-1890).
Er wordt aangenomen dat Paneth-cellen de integriteit van het slijmvlies van de dunne darm helpen behouden, omdat ze zich dicht bij de stamcellen van de dunne darm bevinden. Hier brengen zij onder andere NOD2 tot expressie. Volgens onderzoek zou een verminderde productie van de antibacteriële defensinen de oorzaak kunnen zijn van de ziekte van Crohn.)
Als ze in de maag veel voorkomen, bestaat het risico op maagzweren.

## Structuur
Paneth-cellen worden overal in de dunne darm en in de crypten van Lieberkühn aangetroffen. Het aantal Paneth-cellen neemt toe richting het einde van de dunne darm. Net als de andere epitheliale cellijnen in de dunne darm, ontstaan Paneth-cellen in het stamcelgebied nabij de bodem van de crypt. Er zijn gemiddeld 5-12 Paneth-cellen in elke dunne darmcrypt.
In tegenstelling tot de andere epitheliale celtypen migreren Paneth-cellen naar beneden vanuit het stamcelgebied en vestigen zich er vlak naast. Deze nauwe relatie met de stamcelregio suggereert dat Paneth-cellen belangrijk zijn bij het verdedigen van de stamcellen van de klier tegen microbiële schade, hoewel hun functie niet volledig bekend is. Paneth-cellen leven ongeveer 57 dagen.

## Functie

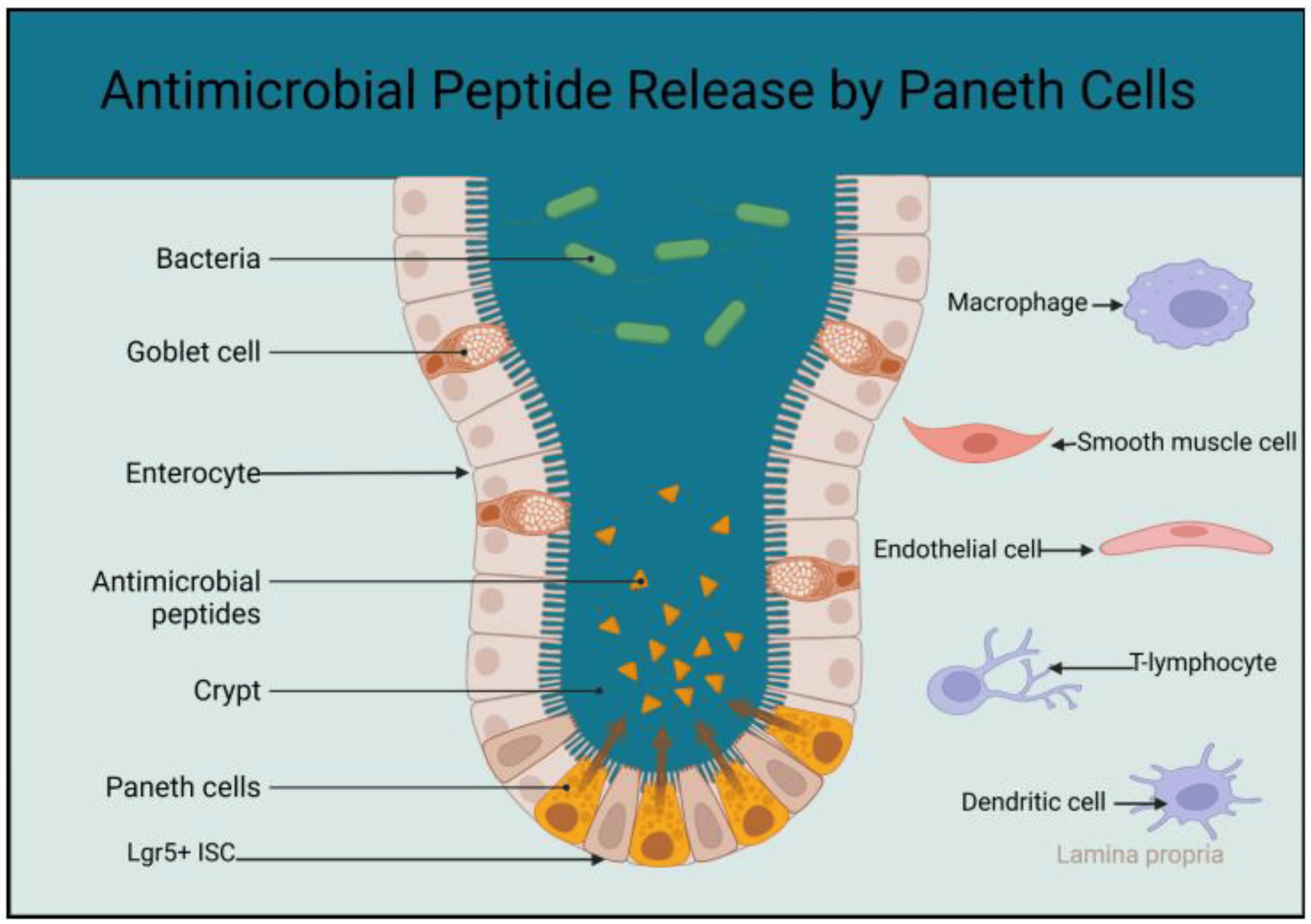
Diagram dat de lokalisatie van volwassen Paneth-cellen aan de basis van de darmcrypte en de hogere concentratie van antimicrobiële peptiden in de stamcelzone laat zien.

Paneth-cellen scheiden antimicrobiële peptiden en eiwitten af, die belangrijke mediatoren zijn van gastheer-microbe-interacties, waaronder homeostatisch evenwicht met koloniserende microbiota en aangeboren immuunbescherming tegen darmpathogenen.
Dunne darmcrypten herbergen stamcellen die dienen om epitheelcellen die afsterven en uit de darmvlokken verdwijnen, voortdurend aan te vullen. Paneth-cellen ondersteunen de fysieke barrière van het epitheel door essentiële nichesignalen te leveren aan hun aangrenzende intestinale stamcellen. Bescherming en stimulatie van deze stamcellen is essentieel voor het langetermijnonderhoud van het intestinale epitheel, waarin Paneth-cellen een cruciale rol spelen.

### Opmerken aanwezigheid van microbiota
Paneth-cellen worden gestimuleerd om defensinen af te scheiden wanneer ze worden blootgesteld aan bacteriën (zowel gram-positieve als gram-negatieven, of bacteriële producten zoals lipopolysaccharide, lipoteichoïnezuur, muramyldipeptide en endotoxinen. They are also stimulated by cholinergic signaling normally preceding the arrival of food which potentially may contain a new bacterial load. Ze worden ook gestimuleerd door cholinerge signalering die normaal gesproken voorafgaat aan de aankomst van voedsel dat mogelijk een nieuwe bacteriële lading kan bevatten.
Paneth-cellen nemen bacteriën waar via MyD88-afhankelijke toll-like receptor (TLR)-activering die vervolgens de antimicrobiële werking in gang zet. Onderzoek toonde bijvoorbeeld aan dat in de secretoire korrels, muizen- en menselijke Paneth-cellen hoge niveaus van TLR9 tot expressie brengen. TLR9 reageert op CpG-ODN en ongemethyleerde oligonucleotiden, pathogeen-geassocieerde moleculaire patronen (PAMP's) die typisch zijn voor bacterieel DNA. De reactie van deze PAMP's en het activeren van TLR9 leidt tot degranulatie en afgifte van antimicrobiële peptiden en andere afscheidingen. Verrassend genoeg produceren muizen-Paneth-cellen geen mRNA-transcripten voor TLR4.

### Antimicrobiële secreties

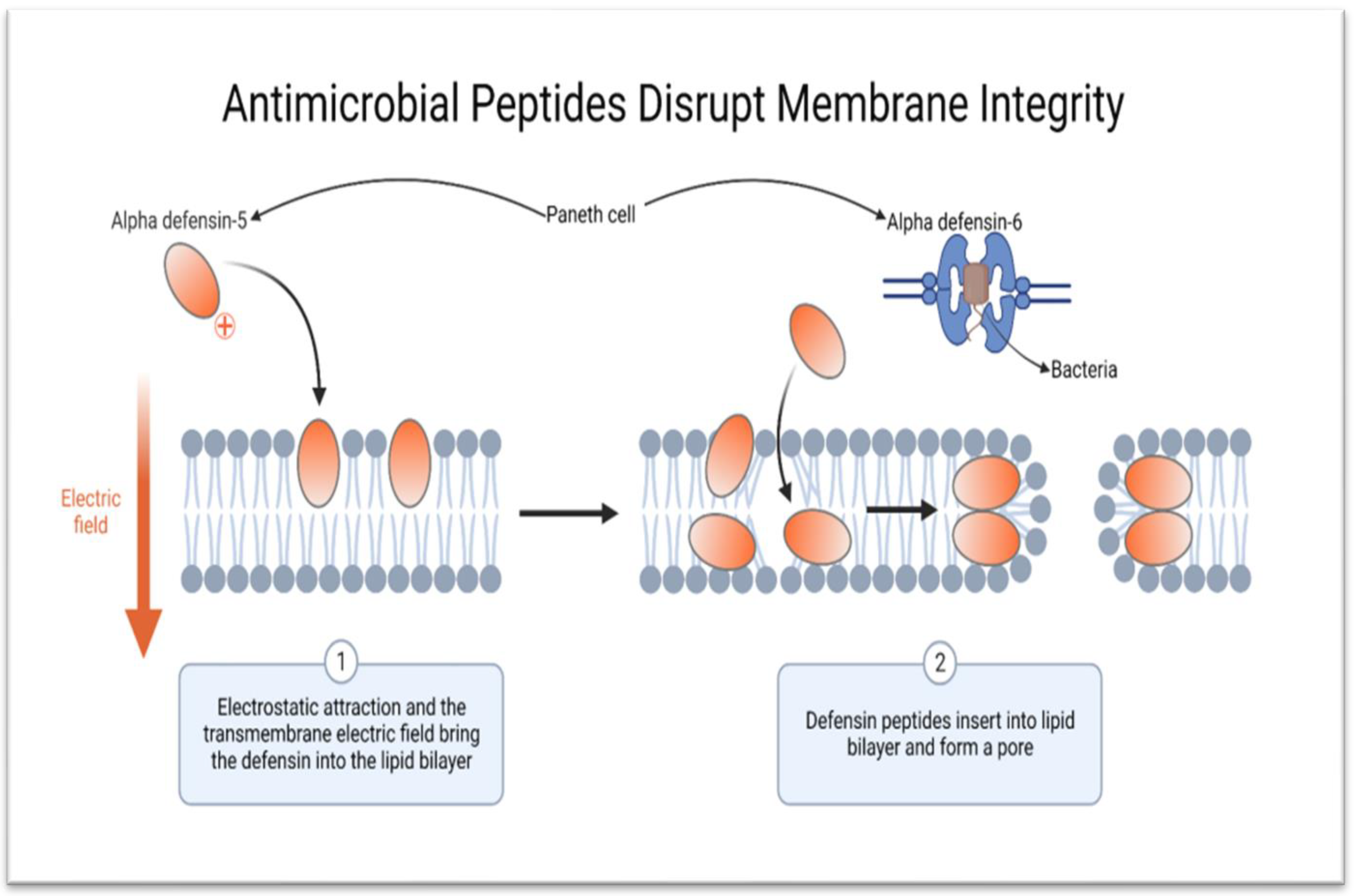
Diagram dat het werkingsmechanisme van HD-5 en HD-6 laat zien. HD-5 doodt bacteriën en andere micro-organismen door poriën op het celmembraan te creëren, terwijl HD-6 nanonetten vormt om ziekteverwekkers in te sluiten.

De belangrijkste verdedigingsmoleculen die door Paneth-cellen worden afgescheiden, zijn alfa-defensinen, die bij muizen bekend staan als cryptdinen. Deze peptiden hebben hydrofobe en positief geladen domeinen die kunnen interacteren met fosfolipiden in celmembranen. Deze structuur stelt defensinen in staat om zich in membranen te nestelen, waar ze met elkaar interacteren voor het vormen van poriën die de membraanfunctie verstoren, wat leidt tot cellyse. Vanwege de hogere concentratie van negatief geladen fosfolipiden in bacteriële dan in gewervelde celmembranen, binden defensinen zich bij voorkeur aan bacteriële cellen en verstoren ze deze, waardoor de cellen die ze beschermen, worden bespaard.
Menselijke Paneth-cellen produceren twee α-defensinen, bekend als humane α-defensin HD-5 (DEFA5) en HD-6 (DEFA6). HD-5 heeft een breed spectrum aan dodende activiteit tegen zowel gram-positieve als gram-negatieve bacteriën en schimmels (Listeria monocytogenes, Escherichia coli, Salmonella typhimurium en de gist Candida albicans). The antimicrobial activity of HD-6 consists of self-assembling into extracellular nets that entrap bacteria in the intestine and thereby preventing their translocation across the epithelial barrier. De antimicrobiële activiteit van HD-6 bestaat uit het zichzelf assembleren in extracellulaire netten die bacteriën in de darm vangen en zo hun translocatie door de epitheliale barrière voorkomen.
Menselijke Paneth-cellen produceren ook andere AMP's, waaronder lysozym, secretoire fosfolipase A2 en REG3A. Lysozym is een antimicrobieel enzym dat de celwanden van veel bacteriën oplost, en fosfolipase A2 is een enzym dat gespecialiseerd is in de lysis van bacteriële fosfolipiden. Deze batterij van secretoire moleculen geeft Paneth-cellen een krachtig arsenaal tegen een breed spectrum aan middelen, waaronder bacteriën, schimmels en zelfs sommige virussen, die een virusenvelop hebben.

### Secretoire autofagie
Tijdens conventionele eiwitsecretie worden eiwitten getransporteerd via het golgicomplex, verpakt in secretoire korrels en vrijgegeven aan de extracellulaire ruimte. Mochten invasieve pathogenen het golgicomplex verstoren, waardoor de secretie van antimicrobiële eiwitten door de Paneth-cel wordt verstoord, dan bestaat er een alternatieve secretieroute: het is aangetoond dat lysozym via secretoire autofagie kan worden omgeleid. Bij secretoire autofagie wordt het product getransporteerd in een MAP1LC3B-blaasje en afgevoerd via het celmembraan, waardoor het golgicomplex wordt omzeild. Niet alle bacteriën veroorzaken secretoire autofagie: commensale bacteriën veroorzaken bijvoorbeeld geen golgicomplex-afbraak en activeren daarom niet de secretoire autofagie van lysozym. Een stoornis in secretoire autofagie wordt beschouwd als een mogelijke bijdragende factor aan de ziekte van Crohn.

### Fagocytische functie
Paneth-cellen houden de gezondheid van de darm in stand door als macrofagen te fungeren; het is aangetoond dat Paneth-cellen stervende cellen opruimen. De fagocytische functie van Paneth-cellen werd ontdekt met behulp van een reeks experimenten, waarvan er één gebruikmaakte van muizen die werden bestraald met een lage dosis Cesium-137 (137Cs), wat chemotherapie nabootst die kankerpatiënten ondergaan.  Deze bevindingen kunnen van belang zijn voor het aanpakken van de bijwerkingen die kankerpatiënten ondervinden bij wie de darmgezondheid is beschadigd door chemotherapie: ongeveer 40% van alle kankertherapiepatiënten ervaart mucositis tijdens hun behandeling, waarbij het aantal stijgt tot 80% bij patiënten die buik- of bekkenbestraling krijgen. Mucositis is de pijnlijke ontsteking van de slijmvliezen die het spijsverteringskanaal bekleden en aanleiding kan geven tot een maagzweer.

### Epitheelonderhoud
Paneth-cellen nemen deel aan het Wnt-signaleringspad en het Notch-signaleringspad, die de proliferatie van darm stamcellen en enterocyten reguleren die nodig zijn voor de vernieuwing van epitheelcellen. Ze brengen de canonieke Wnt-liganden tot expressie: Wnt3a, Wnt9b en Wnt11, die zich binden aan Frizzled-receptoren op darmstamcellen om β-catenine/Tcf-signalering aan te sturen. Paneth-cellen zijn ook een belangrijke bron van Notch-liganden DLL1 en DLL4, die zich binden aan de Notch-receptoren Notch1 en Notch2 op darmstamcellen en enterocyt-voorlopercellen.
Onlangs is echter ontdekt dat het regeneratieve potentieel van intestinale epitheelcellen in de loop van de tijd afneemt als gevolg van het feit dat verouderde Paneth-cellen het eiwit Notum afscheiden, wat een extracellulaire remmer is van Wnt-signalering. Als de Notum-secretie wordt geremd, kan het regeneratieve potentieel van het darmepitheel toenemen.

### Zink
Het is vastgesteld dat zink essentieel is voor de functie van Paneth-cellen. Een defect in de Zink-transporter (ZnT)2 verstoort de functie van Paneth-cellen door ongecoördineerde korrelsecretie te veroorzaken. Muizen zonder de (ZnT)2-transporter vertonen niet alleen een verstoorde korrelsecretie, ze lijden ook aan een verhoogde ontstekingsreactie op lipopolysaccharide en zijn minder in staat tot bacteriedodende activiteit. Normaal gesproken wordt zink opgeslagen in de secretoire korrels en komt het, na degranulatie, vrij in de darm. Er is gespeculeerd dat de opslag van zware metalen bijdraagt aan directe antimicrobiële toxiciteit, aangezien zink vrijkomt bij cholinerge Paneth-celstimulatie.
Zinktekort is ook betrokken bij alcohol-geïnduceerde Paneth-cel α-defensine-stoornis, wat bijdraagt aan alcoholgerelateerde steatohepatitis. Steatohepatitis (in de volksmond ook wel vette lever-hepatitis genoemd) is een ziekte waarbij ontstekingsveranderingen optreden in een vette lever, hoewel er geen sprake is van een infectieuze oorzaak bijvoorbeeld door virussen. Zink kan de menselijke α-defensine 5 (HD5) stabiliseren, die verantwoordelijk is voor de homeostase van het microbioom. In lijn hiermee kan de toediening van HD5 het microbioom effectief veranderen (vooral door de symbiontische bacterie Akkermansia muciniphila te verhogen) en de schade die aan het microbioom is toegebracht door overmatig alcoholgebruik, ongedaan maken. Een tekort aan zink in de voeding verergert daarentegen het schadelijke effect van alcohol op de bacteriedodende activiteit van Paneth-cellen.

## Klinische betekenis
Abnormale Paneth-cellen met verminderde expressie of secretie van defensinen HD-5 en HD-6 (bij mensen) en antimicrobiële peptiden worden geassocieerd met inflammatoire darmziekte. Daarnaast worden verschillende van de allelen die het risico op de ziekte van Crohn lopen, geassocieerd met een stoornis van de Paneth-cellen die betrokken zijn bij processen zoals autofagie, de ontvouwde proteïnerespons (UPR) en de regulatie van de mitochondriale functie. De ontvouwde proteïnerespons is een cellulaire stressrespons die verband houdt met de stress van het endoplasmatisch reticulum.
Er wordt aangenomen dat een stoornis van de Paneth-cellen de antimicrobiële peptiden in gevaar brengt, wat leidt tot een verschuiving van de samenstelling van de microbiota en zelfs dysbacteriose. Patiënten met de ziekte van Crohn met een hoger percentage abnormale Paneth-cellen vertoonden een significant verminderde bacteriële diversiteit vergeleken met patiënten met een lager percentage abnormale Paneth-cellen, wat een verminderde overvloed aan ontstekingsremmende microben weerspiegelt. Gezamenlijk ondersteunen deze bevindingen de theorie dat een stoornis van de Paneth-cellen kan leiden tot een dysbacteriotische microbiota die op zijn beurt een individu vatbaar kan maken voor de ontwikkeling van de ziekte van Crohn. Het moet echter nog worden vastgesteld of een stoornis van de Paneth-cellen de oorzaak is van dysbacteriose, of het gelijktijdige effect ervan.

### Necrotiserende enterocolitis
Panethcellen ontwikkelen zich geleidelijk tijdens de zwangerschap en daarom hebben te vroeg geboren baby's er mogelijk niet genoeg van. Dit maakt te vroeg geboren baby's kwetsbaar voor necrotiserende enterocolitis. Ongeveer halverwege de ontwikkeling van de dunne darm wordt de secretie van cathelicidine vervangen door de secretie van α-defensine. De dunne darm van de te vroeg geboren baby bevindt zich in deze overgangsfase wanneer de baby wordt geboren, waardoor te vroeg geboren baby's vatbaar zijn voor darmletsel en vervolgens voor necrotiserende enterocolitis. Bovendien moet worden opgemerkt dat vroege Paneth-cellen geen volledig functionele, volwassen korrels bezitten.
Het mechanisme dat Paneth-cellen koppelt aan necrotiserende enterocolitis blijft onduidelijk, maar er is een theorie dat een bloei van Proteobacteriën en, meer specifiek, Enterobacteriaceae-soorten voorafgaat aan de ontwikkeling van de aandoening. Wanneer er vervolgens een ontsteking optreedt, kunnen nitraten worden gefermenteerd door Enterobacteriaceae sp. maar niet door obligate anaeroben, die geen nitraten als groeisubstraat kunnen gebruiken. Proteobacteria zijn dus in staat om deze selectiedruk te gebruiken om de obligate anaerobe Firmicutes en Bacteroidota weg te concurreren, wat resulteert in hun overgroei en daaropvolgende dysbacteriose.
Men denkt dat het proces begint wanneer de te vroeg geboren baby wordt blootgesteld aan vreemde antigenen via flesvoeding. Vervolgens worden ontstekingsbevorderende cytokinen vrijgegeven, waardoor een meer aerobe toestand ontstaat die leidt tot een concurrentievoordeel voor Proteobacteria. Naarmate het microbioom dysbacteriotischer wordt, verzwakken ontstekingsremmende mechanismen, wat bijdraagt aan een cyclus van toenemende darmontsteking. De ontsteking leidt tot een verder verlies van de dichtheid en functie van Paneth-cellen, wat resulteert in de aantasting van de adenosinemonofosfaat-secretie en de vernietiging van de stamcelniche.

### Niet-alcoholische leververvetting
Terwijl de rol van Paneth-cellen bij het prikkelbare darmsyndroom en de ziekte van Crohn veel aandacht heeft gekregen, is er relatief weinig bekend over het effect dat Paneth-celbeschadiging heeft op het ziekteverloop van niet-alcoholische leververvetting.
Muizenmodellen geven aan dat obesitas de secretie van α-defensine uit Paneth-cellen kan verminderen, wat leidt tot dysbacteriose en ten minste één muizenmodel suggereert dat wanneer α-defensine-niveaus in de darm worden hersteld door intraveneuze toediening van R-Spondin1  om Paneth-celregeneratie te induceren wordt leverfibrose verbeterd als gevolg van het opheffen van de dysbacteriose-verstoring. Er wordt verondersteld dat selectieve microbicide activiteiten, evenals het verhogen van Muribaculaceae en het verlagen van Harryflintia, bijdragen aan verbetering van de fibrose.
Eén onderzoek beschreef de injectie van dithizon, dat celgranulaten kan verstoren, in muizen die een vetrijk dieet kregen om op Paneth-cellen gerichte microbiële veranderingen te identificeren. De toepassing van dithizon verbeterde de glucose-intolerantie en insulineresistentie van een vetrijk dieet en werd geassocieerd met een verlichting van de ernst van leververvetting bij muizen met een vetrijk dieet, mogelijk door modulatie van het darmmicrobioom met de toename van Bacteroides. Er is daarom gesuggereerd dat op het microbioom gerichte therapieën een rol kunnen spelen bij de behandeling van niet-alcoholische leververvetting.
|  |  |  |